# ایندیا پست
ایندیا پست (انگلیسی: India Post) شرکت دولتی پست هندی است، که در سال ۱۸۵۴ تأسیس شد.